# St. Michael (Langenpettenbach)

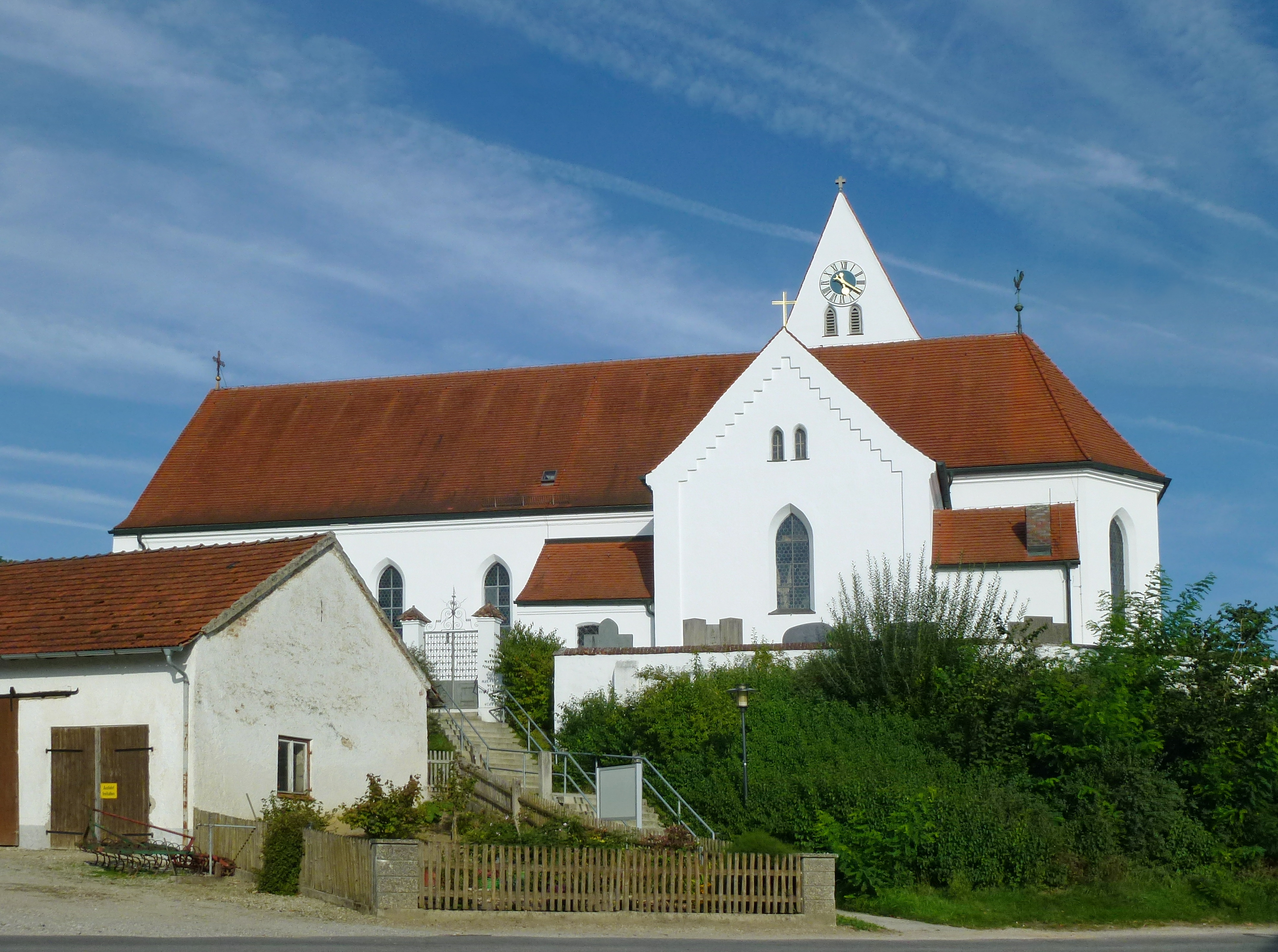
St. Michael in Langenpettenbach

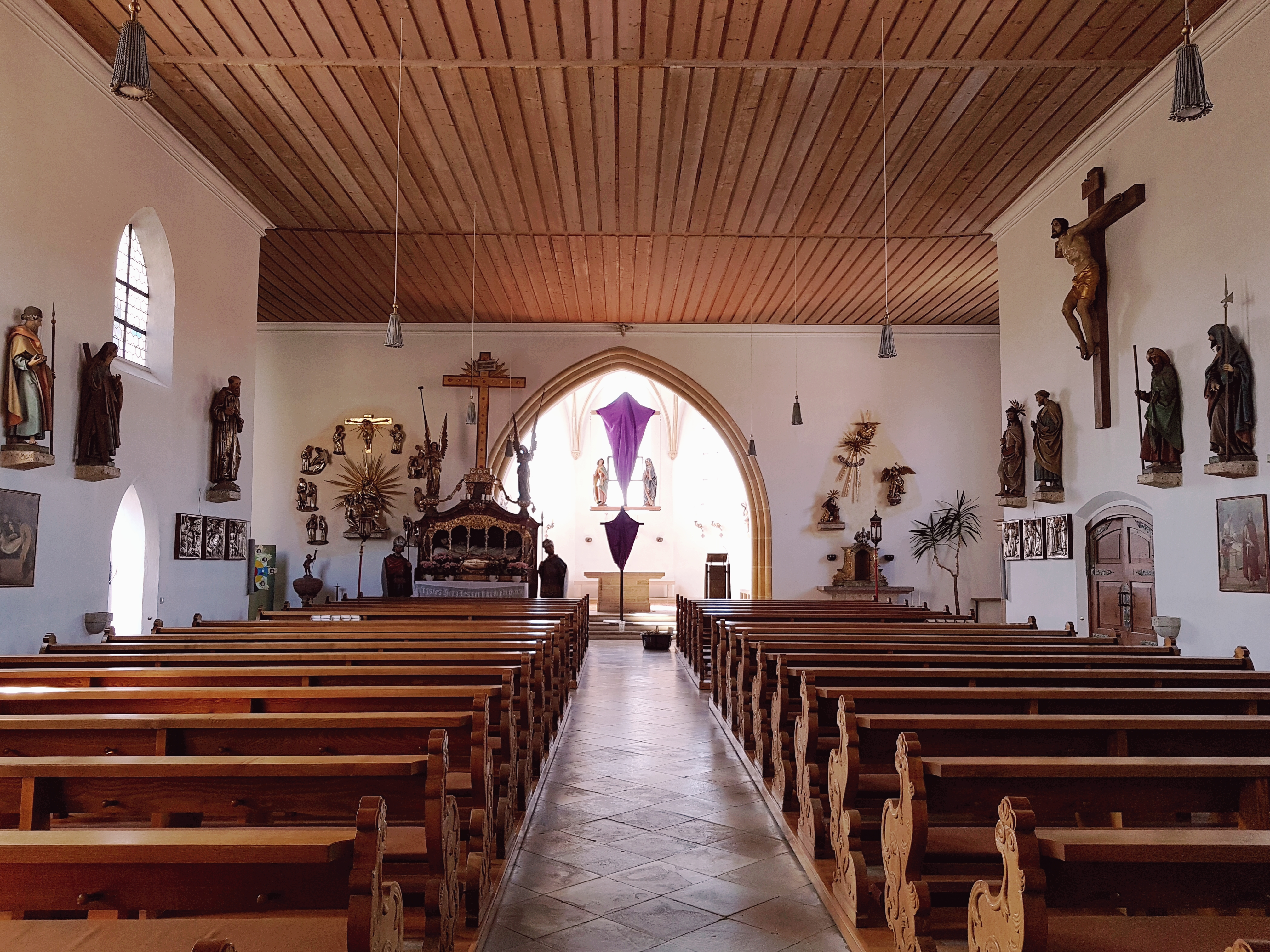
Innenansicht nach Süden

Die römisch-katholische Pfarrkirche St. Michael steht in Langenpettenbach, einem Gemeindeteil des Marktes Indersdorf im oberbayerischen Landkreis Dachau. Die Kirche steht unter Denkmalschutz und ist in der Liste der Baudenkmäler in Markt Indersdorf unter der Nr. D-1-74-131-45 eingetragen. Die Kirche gehört zum Dekanat Dachau des Erzbistums München und Freising.

## Beschreibung
Vom romanischen Vorgängerbau wurden Teile des Langhauses, der Turmunterbau und der Chorbogen in den spätmittelalterlichen Bau einer spätgotischen Chorturmkirche einbezogen. Zwischen 1681 und dem frühen 18. Jahrhundert fanden barocke Umgestaltungen statt. 1850 erfolgte die Verlängerung des Kirchenschiffs nach Westen. 1922 wurde die bestehende Kirche als Querschiff in den nach Süden ausgerichteten gotisierenden Neubau des Langhauses mit dreiseitig geschlossenem Altarraum integriert. 
Der Innenraum des alten Chors im Erdgeschoss des Chorturms ist von einem romanischen Kreuzgratgewölbe überspannt, das um 1720/30 mit Bandelwerkstuck verziert wurde. Der dort aufgestellte ehemalige Hochaltar von 1681 zeigt die Ende des 17. Jahrhunderts geschaffenen Figuren der drei Erzengel Michael, Gabriel und Raphael. Im neuen Chor stehen die ebenfalls aus dieser Zeit stammenden Figuren der Heiligen Rochus, Sebastian und Laurentius von den ehemaligen Seitenaltären. Eine geschnitzte Verkündigungsgruppe aus der Zeit um 1700 befindet sich im heutigen westlichen Querschiffarm. Das angeblich 1929 geschaffene hölzerne Gehäuse eines Heiligen Grabes mit den Schnitzfiguren des liegenden Leichnams Christi sowie zweier Engel und Grabwächter steht links neben dem heutigen Chorbogen. Die Emporenbrüstung ist mit 1922 entstandenen Malereien versehen.
Die 1923 von Leopold Nenninger gebaute Orgel wurde 1969 durch eine Orgel von Guido Nenninger ersetzt. 
Im Glockenstuhl des Kirchturms hängen vier Stahlglocken mit den Schlagtönen cis´, e´, fis´ und a´. Gegossen wurden sie 1922 in Bochum.